# Juan Antonio Jiménez Muñoz
Juan Antonio Jiménez Muñoz (Valladolid, 29 de marzo de 1951 - Madrid, 22 de octubre de 1995), conocido artísticamente como Jeros o Jero, fue un compositor y cantante español, vocalista del trío rumbero Los Chichos durante la década de 1970 y 1980 (1973 - 1990).
Junto a los hermanos Emilio y Julio González Gabarre formó una de las bandas de compositores más conocidas de la rumba española. 
Autor de 18 discos, compuso además uno para Aurora Losada en 1983 titulado «Nací para cantar». En 1987 forma un grupo llamado Egipto y le compone para su hermano Aquilino apodado «El Nene», su tío Rafael y el cantante de flamenco El Kalifa, un único álbum que lleva por título «Sevillanas» donde también colabora el artista. Otros cantantes de la década los 70 y 80 entre ellos Bambino «Oh marinero», Las Grecas  «Orgullo», «No nanay» y «Bella calí», Rumba 3 «Quisiera ser bandolero», Los Chorbos «Loco por ti», y Morena y Clara «No llores más» y  «Dejé de quererte», son canciones compuestas por El Jero. Estas últimas junto a Las Grecas tienen parentesco familiar con el artista.
Sus letras están basados en la vida cotidiana de lo que pasaba a su alrededor, los amores de compra y venta, la marginación social, y los conflictos en pareja, fueron la temática y principal base de sus composiciones. Juan Antonio se crio como un hermano junto a Emilio y Julio González durante más 20 años de convivencia familiar. En su carrera como artista ha conseguido vender más de 15 millones de discos obteniendo 10 Discos de Oro, 12 Discos de Platino y 12 Casetes de Platino, además de varios reconocimientos artísticos por su labor dentro del mundo del espectáculo con Los Chichos.
El artista llegó a registrar entre 196 y 200 canciones en la SGAE siendo el 75% éxitos con el grupo. Entre los temas más conocidos destacan; «Ni más, ni menos», «Quiero ser libre», «Son ilusiones», «Bailarás con alegría», «Amor de compra y venta» y la BSO de la película Yo, el Vaquilla de 1985.

## Biografía

### 1951–1957: Primeros años
Juan Antonio nace en 1951 en la calle Fuente el Sol del popular barrio de La Victoria de Valladolid. Durante el resto de su infancia y adolescencia, vivió con sus hermanos, Aquilino y Rafael, natural de Valladolid, Julio y Mariano de Madrid, y sus padres y abuelos. A finales de la década de los 50 fallece muy joven su padre, Aquilino Jiménez Jiménez, conocido entre sus allegados como «El Tío Puntas». Esto provoca que Jeros cambie, junto a su familia, de residencia a Madrid sobreviviendo mediante la venta ambulante de ropa, fruta y ajos. De ahí saldría su apodo, ya que le llamaban el ajero, y este se quedaría en Jero o Jeros. Su madre se llamaba Herminia, «La Puri» entre sus vecinos. Apenas asistía a clase y él solo aprendió a leer y escribir, así que en sus horas libres leía libros de poesía, uno de sus hobbies. Poco a poco le sacó provecho a la literatura y empezó a componer canciones inspiradas en la mujer, los amores y desamores de la convivencia en pareja. Se casa a la edad de 17 años con una niña de 14, Araceli Borja, fruto del matrimonio nacen dos hijos, Adelina «Adeli» y Julio Jiménez Borja.

### 1973-1977: Inicio de su carrera con Los Chichos
En 1973 Jero con dos compañeros y hermanos forman el grupo Los Chichos y graban el primer sencillo, «Quiero ser libre», principal éxito del álbum, Ni más ni menos.
Los tres primeros discos de Los Chichos: Ni más ni menos (1974), Esto sí que tiene guasa (1975) y No sé por qué (1976), son compuestos por el artista, y cuenta con la producción de Ricardo Miralles y los arreglos musicales de José Torregrosa, maestro de su sonido más vanguardista. En 1977 se acuerda que el grupo se repartan los derechos de autor, seis para Julio y Emilio repartidas en tres cada uno y cuatro para Jero, aunque Julio no compone hasta 1980 junto a Antonio Humanes quien colaboraría de autor en numerosos temas de Los Chichos como «Mala ruina tengas».

### 1978-1989: Reconocimiento y éxito
En 1978 Radio Peninsular, situada en Puertollano, concede el título de «Importantes» a Los Chichos por su labor como canción flamenca. En los siguientes años Los Chichos están en pleno apogeo musical, en 1980 reciben el «Premio Ginebra» por ser los artistas más contratados en un año, donde también asistiría María Jiménez y su marido José Sancho entre otros. En 1982, tanto la revista Rolling Stone como ShowPress se hacen eco de la carrera artística del trío que presiden al acto celebrando las múltiples entregas de premios de la mano del presidente de la discográfica Mariano de Zúñiga quien les otorga varios discos y casetes de oro y platino por la venta de sus más de ocho millones de copias vendidas por los álbum: «Ni más, ni menos», «Esto si que tiene guasa», «No sé por qué», «Son ilusiones», «Hoy igual que ayer», «Amor y ruleta», «Amor de compra y venta», «Bailarás con alegría», y «Ni tú ni yo», incluyendo las ventas de singles extraídos de los elepés y numerosos recopilatorios en casetes.
En 1985 su carrera se ve reforzada junto a Los Chichos por su participación en la banda sonora de la película "Yo, "el Vaquilla" de la mano de Antonio de la Loma, director, guionista y productor del «cine quinqui», contando las hazañas de los delincuentes más comunes de los 80. En esta ocasión trata de la vida real de Juan José Moreno Cuenca conocido como El Vaquilla. La presentación del disco se hace en el mismo penal de Ocaña1 (Toledo) de este mismo año en el patio de reclusos, donde asistiría el propio cineasta junto a Eduardo Guervós. Jero es quién compone la banda sonora de la película.
En 1989 graba su último doble elepé en directo, el 20 de abril en la Sala Jácara de Madrid junto a Los Chichos titulado «... Y esto es lo que hay» con la colaboración y participación de Joaquín Sabina quién se hace cargo de la producción del disco junto a Carlos Cano, el grupo catalán La Luna les canta y el guitarrista de flamenco Gerardo Núñez como artistas invitados.

### 1990-1995: Separación y comienzo en solitario
En 1990 debido a problemas internos con el grupo, se separa y graba su primer disco en solitario con apodo artístico de Jeros, titulado; «Tembló pero no calló», todos los temas son compuestos por Juan Antonio Jiménez Muñoz y Chaboli. En 1992 se edita su nuevo y último trabajo Agua y veneno, con el sello discográfico Polydor y con la colaboración y participación por primera vez de su hijo el músico y productor Julio Jiménez Borja también
conocido como Chaboli, y marido de La niña Pastori. Antonio Carmona miembro entonces del grupo de rumba flamenca Ketama también intervendría en el disco. En los siguientes tres años El Jeros por primera vez en su carrera no graba discos debido a problemas personales. La separación del grupo y el fallecimiento de dos de sus hermanos, Aquilino y Rafael, de 38 y 44 años de edad, hacen que el artista caiga en una profunda depresión tomando fuertes medicamentos y haciendo mella en su salud e ingresando en clínicas de desintoxicación varias veces. Sus últimos meses los pasa asistiendo a la Iglesia Evangélica.

### Muerte: octubre de 1995
Juan Antonio Jiménez Muñoz, 44 años, casado y padre de dos hijos, autor de 18 discos  —16 con Los Chichos, 2 en solitario— y una maqueta grabada que, por expreso deseo familiar, nunca podrá escuchar el público. El 22 de octubre de 1995, como ya hiciera días antes sin resultados, Juan Antonio víctima de fuertes depresiones a lo largo de los últimos cuatro meses, aprovechó un momento de descuido para sentarse hacia atrás en la balaustrada de su terraza —un segundo piso situado en el Pozo del Tío Raimundo— y dejarse caer hacia el vacío, falleciendo al poco tiempo y dejando así una esposa y dos hijos.
El Jero descansa en el panteón familiar de Carabanchel situado en Madrid junto a sus dos hermanos Aquilino, Rafael y un sobrino.
A principios del mes de marzo de 2001 su hijo Chaboli y José Miguel Carmona junto a varios artistas, entre ellos Alejandro Sanz, Jarabe de Palo, Lolita Flores y los actuales Chichos ponen la voz al disco Homenaje a Jeros siendo disco del año y oro.
En la actualidad, Chaboli y su mujer Niña Pastori, residentes en Cádiz, le rinden homenajes en cada concierto cantando nuevas maquetas inéditas del Jeros y en los nuevos discos que van saliendo a la venta.